# Relaciones España-Azerbaiyán
Las relaciones Azerbaiyán-España son las relaciones diplomáticas y bilaterales entre estos dos países. 

## Relaciones históricas
España ha tenido relaciones diplomáticas con la República de Azerbaiyán desde el 11 de febrero de 1992, poco después de su independencia tras la desintegración de la URSS.
El 8 de julio de 1997, el presidente Heydar Aliyev y el ministro de Asuntos Exteriores Hasan Hasanov asistieron a una cumbre de la OTAN celebrada en Madrid.
En 2003, el comercio exterior entre España y Azerbaiyán totalizó $ US 264.3 millones durante enero-junio de 2003. $ 241.3 millones provenían de la exportación de petróleo crudo de Azerbaiyán a España. Se importaron bienes y servicios por un valor de $ 23 millones de España. La empresa española Repsol está involucrada en la exploración petrolera en Azerbaiyán.
A partir de 2005, había dos acuerdos bilaterales pendientes entre Azerbaiyán en espera de firma: el Acuerdo Bilateral sobre la Promoción y Protección Recíproca de Inversiones y la Convención para Evitar la Doble Imposición. A finales del mismo año, Azerbaiyán abrió una embajada en Madrid.
En 2006, diplomáticos españoles se reunieron en Bakú con representantes de la Oficina del Presidente, del Ministerio de Asuntos Exteriores, y se reunieron con líderes de la oposición. La delegación también se reunió con embajadores de los Estados miembros OSCE que están acreditados en Bakú.

## Relaciones diplomáticas

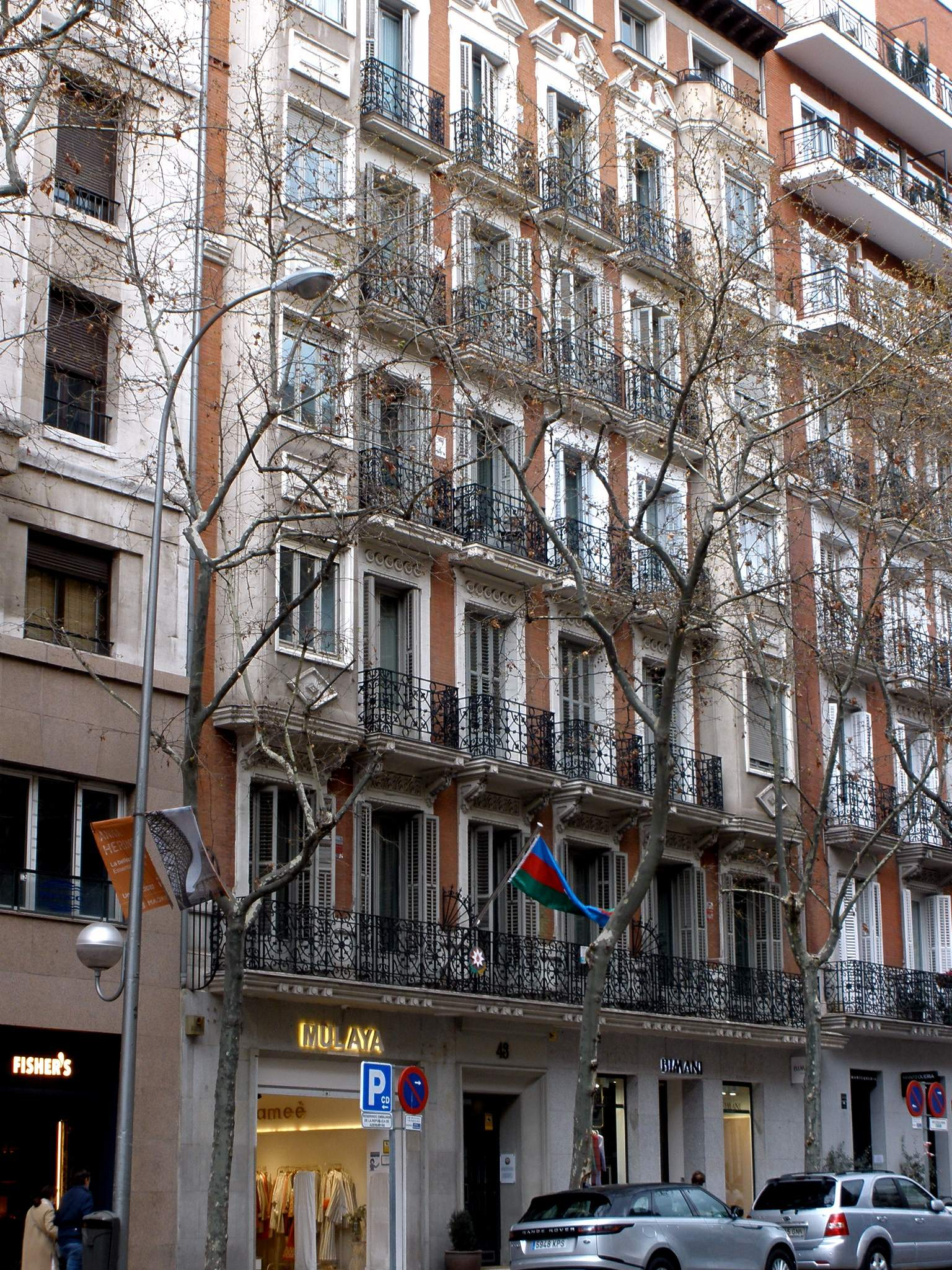
Embajada de Azerbaiyán en Madrid.

El establecimiento de relaciones diplomáticas plenas viene de 1991 tras el acceso a la independencia de Azerbaiyán. La relación bilateral es buena (no existe ningún contencioso), aunque de contenido limitado, de ahí la común intención de potenciarlo. Las autoridades azerbaiyanas tienen una consideración de España como un país europeo importante y han mostrado su interés en impulsar la relación bilateral a lo que ha contribuido la apertura de una Embajada de Azerbaiyán en Madrid en 2005.

## Relaciones económicas
En 2011, las exportaciones españolas a Azerbaiyán alcanzaron los 50,2 millones de euros, aumentando un 69,8% con respecto al mismo periodo del año anterior. Por su parte, las importaciones españolas de Azerbaiyán (99,34 M€) disminuyeron un 200%. Sin embargo, hay que señalar a este respecto que las importaciones de crudo azerbaiyano fueron significativas únicamente en el periodo 2007-2010 (entre 300 y 676 M€), lo que supuso durante esos años una tasa de cobertura muy adversa para España: entre el 3% y el 9%. Con anterioridad las cifras se situaron siempre por debajo de 30 M€.

## Relaciones culturales
Desde 2008, la Universidad de Lenguas de Azerbaiyán en Bakú ha contado con un lector MAE-AECID de español, salvo el curso 2012-2013. Actualmente existe un Centro de Español en la Universidad Azerbaiyana de las Lenguas que fue inaugurado por el embajador de España en mayo de 2012 junto con el rector de la Universidad y gracias al trabajo del lector MAE-AECID.
Diversos profesores y estudiantes azerbaiyanos, procedentes en su mayoría del departamento de español de la citada universidad se han beneficiado en los últimos años del programa de becas MAEC-AECID. En la convocatoria de mayo de 2006 se celebraron por vez primera en Bakú los exámenes de D.E.L.E.

## Acuerdos bilaterales
- Acuerdo para Evitar la Doble Imposición: se está negociando un texto sobre esta materia. En todo caso, por parte española se considera que entre ambos Estados continua vigente el Acuerdo para Evitar la Doble Imposición firmado con la URSS el 1 de marzo de 1985 y así se comunicó a las autoridades azerbaiyanas el 26 de marzo de 2004.
- Acuerdo de Supresión de Visados para Pasaportes Diplomáticos firmado en Madrid el 16 de junio de 2011 (entró en vigor el 01-09-2012).
- Acuerdo de Cooperación entre la Escuela Diplomática de Madrid y la Escuela Diplomática de Bakú firmado en Madrid el 28 de marzo de 2012.
- Acuerdo de Cooperación Cultural, Educativa y Científica entre el Reino de España y la República de Azerbaiyán, firmado en Madrid el 28 de noviembre de 2012 (entró en vigor el 19 de abril de 2013).[10]

## Misiones diplomáticas residentes
- Azerbaiyán tiene una embajada en Madrid.[11]
- España tiene una oficina de la embajada en Bakú.[12]